# Walerij Tschalyj

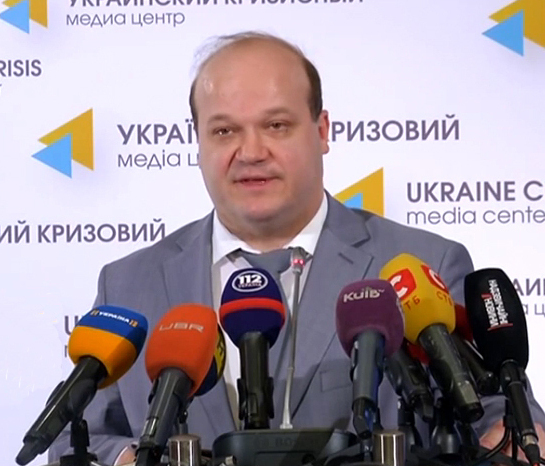
Walerij Tschalyj 2014

Walerij Oleksijowytsch Tschalyj (* 1. Juli 1970 in Winnyzja, Ukrainische SSR) ist ein ukrainischer Politiker und Diplomat. Vom 10. Juli 2015  bis zum 19. Juli 2019 war er der Botschafter der Ukraine in den Vereinigten Staaten.

## Biographie
Walerij Tschalyj studierte bis 1992 Geschichte an der Fakultät für Geschichtswissenschaft des Staatlichen Pädagogischen Instituts seiner Geburtsstadt Winnyzia und machte im Anschluss bis 1995 einen Aufbaustudiengang am Institut für internationale Beziehungen an der Fakultät des Völkerrechts der Nationalen Taras-Schewtschenko-Universität in Kiew.
Von Juli 1997 bis Dezember 1999 war Tschalyj stellvertretender Assistent des Sekretärs des Nationalen Sicherheits- und Verteidigungsrates der Ukraine. Ab Mai 2000 war er freiberuflicher Berater des Auswärtigen Ausschusses der Werchowna Rada und von November 2009 bis April 2010 war er Vize-Außenminister der Ukraine.
Zwischen Mai 2010 und Juni 2014 war er stellvertretender Generaldirektor des Razumkov-Zentrums (ukrainisch Український центр економічних і політичних досліджень імені Олександра Разумкова) und vom 19. Juni 2014 bis zum 10. Juli 2015 hatte er den Posten des stellvertretenden Leiters der Präsidialverwaltung der Ukraine inne.
Während der Euromaidan-Proteste gehörte er dem Maidan-Rat an.
Am 10. Juli 2015 wurde Tschalyj außerordentlicher und bevollmächtigter Botschafter der Ukraine in den Vereinigten Staaten in Washington, D.C. und am 19. Juli 2019 wurde er als Botschafter der Ukraine in den USA abberufen.
Er ist verheiratet und Vater einer Tochter und eines Sohnes.